# Pietro Zorutti

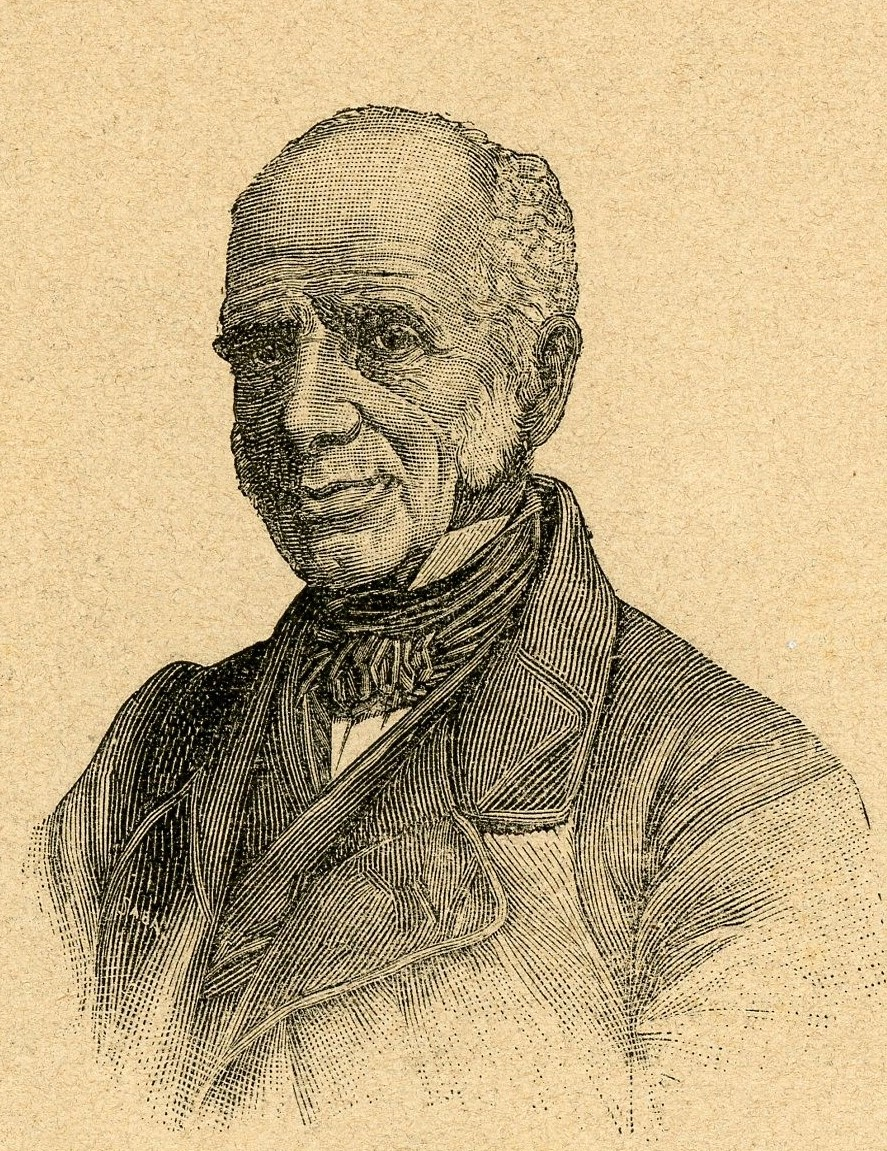
Pietro Zorutti

Pietro Zorutti (Lonzano del Collio, 27 de diciembre de 1792 - Udine, 23 de febrero de 1867) fue un poeta friulano.
Su fama está ligada a la publicación cada año desde 1821 hasta 1867 de los strolics, calendarios compuestos por poemas sobre temas de la naturaleza o irónicos.